# Зоопарк Претории
Национальный зоологический сад Южной Африки (неофициальное название «Зоопарк Претории») являются национальным зоопарком Южной Африки. Расположен в городе Претория.